# 黃大仙烏鼠
《黃大仙烏鼠》，是1995年上映的一部香港電影，由林義雄執導，鄭偉良監製，並由吳毅將、鍾淑慧、張國樑主演。

## 劇情
督察符永琳（吳毅將飾演）因貪污罪而被逮捕，在前往法院時被同黨救出，救出的時侯更有一個高級督察被他們殺死。符永琳之后逃去了大陸，並和那裏的流氓勾結，與他們亂殺人，之后符更成為大陸的一號通緝犯...

### 演員
| 演員   | 角色   | 粵語配音 | 備註 |
| 吳毅將 | 符永琳 | 吳毅將   | 本片終極大反派 督察，後因貪污罪而被革職 在中期逃去了大陸，成為了「烏鼠」 輝、桑妮之天敵 最後在一幢大廈裏被小紅槍傷後欲射爆周圍的軍火和她、自己、桑妮、阿堅及阿輝同歸於盡，但失敗並炸死自己                  |
| 鍾淑慧 | 桑妮   | 鍾淑慧   | 表面上是卡拉OK公關，實為女警 和輝、小紅合作對付符永琳 符永琳之天敵 最後在一幢大廈裏被符永琳槍傷後欲被其射爆周圍的軍火和自己、阿輝、阿堅及小紅同歸於盡，最后成功逃出大廈                                     |
| 張蘭英 | 小紅   | 黃鳳英   | 特警 和輝、桑妮合作對付符永琳 符永琳之天敵 最後在一幢大廈裏槍傷符永琳後欲被其射爆周圍的軍火和其、自己、阿輝、及桑妮同歸於盡，最后成功逃出大廈                                                               |
| 張國樑 | 阿輝   | 陳欣     | 曾為黑社會，后和阿堅退出 和小紅、桑妮合作對付符永琳 符永琳之好友，后被其陷害而反目成天敵 最後在一幢大廈裏被符永琳槍傷後欲被其射爆周圍的軍火和其、自己、小紅、阿堅及桑妮同歸於盡，最后成功逃出大廈           |
| 周潤堅 | 阿堅   | 張炳強   | 曾為黑社會，后和阿輝退出 和輝、桑妮、小紅合作對付符永琳 符永琳之好友，后被其陷害而反目成天敵 最後在一幢大廈裏被符永琳槍傷後欲被其射爆周圍的軍火和其、自己、阿輝、阿堅、小紅及桑妮同歸於盡，最后成功逃出大廈 |